# Borne T.P.
La borne T.P. est une pierre sculptée située dans les Hautes Fagnes dans la commune de Waimes, à l'est de la province de Liège en Belgique. Ce monument historique est classé depuis 1991.

## Situation
Cette borne géodésique se situe au Signal de Botrange, le point culminant de la Belgique. Elle se dresse quelques mètres à côté de la butte Baltia (vers le sud-est), à l'orée de la forêt. Ce point géodésique marque le point culminant (altitude : 694 m) de la région des Hautes Fagnes et est le deuxième site classé à l'altitude la plus élevée de Belgique avec la borne Tranchot et après la butte Baltia.

## Historique
La borne a été dressée en 1889 par le génie militaire prussien. T.P. signifie : Trigonometrischer Punkt (point trigonométrique). Botrange faisait partie à cette époque du Royaume de Prusse intégré depuis 1871 à l'Empire allemand.

## Description
La borne, d'une base carrée d'environ 30 centimètres et d'une hauteur hors sol similaire est donc plus ou moins cubique. Elle est taillée dans la pierre calcaire et porte les lettres T P en majuscules sculptées sur l'une des faces alors que le sommet de la borne est marqué d'un +.